# 山野貝塚
座標: 北緯35度25分43秒 東経139度59分38秒 / 北緯35.42861度 東経139.99389度
山野貝塚（さんやかいづか）は、千葉県袖ケ浦市飯富にある縄文時代後期の貝塚遺跡。南北約110メートル、東西約140メートルに及ぶ大型の貝塚であり、千葉県南部では最大級である。

## 概要
馬蹄形貝塚で北貝層,東貝層,西貝層の3貝層からなる。貝層の厚みは最大で1.3m。遺跡から見つかっている集落跡は縄文時代後期から縄文時代晩期までのものだが、貝層の主な形成期は縄文後期。遺跡からは縄文の幅広い年代の縄文土器(関山式,阿玉台式,加曽利E式,堀之内式,加曽利B式,安行ⅠⅡⅢ式,前浦式,大洞式)が見つかっているが、ただし縄文前期,中期の土器はごく少なく発見された土器の主体は縄文後期の堀之内式土器。つまりこの地が集落として栄えたのは縄文時代後期である。集落跡からは他に、土製円板など土製品、土器片錘、磨石,敲石,石皿など石製品、角歯牙製品、魚骨(クロダイ,スズキなど)、獣骨(シカ,イノシシ,イルカ,クジラなど)などが見つかっている。土器片錘は土器の破片を加工して漁業でつかう重しにしたもので、つまりこの集落では漁業を行っていた証になる。磨石と石皿は木の実や穀物などを砕いたり粉にするのに使用した。
1973年から、過去7回発掘調査が行われた。2017年10月13日に国史跡に指定された。